# Фемінізм у Казахстані

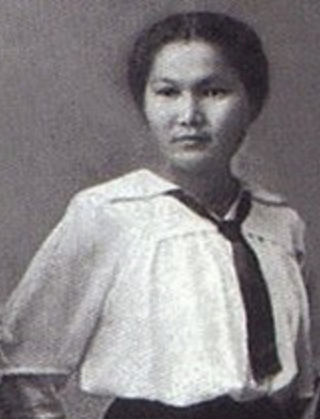
Аккагаз Досжанова, феміністка 1920-х, лікарка та педагог

Рух за виборювання прав жінок у Казахстані бере відлік з кінця XIX століття, пов'язаний із всеросійським рухом за надання жінкам права на доступ до освіти й оплачуваної праці. Національний казахський жіночий рух повноцінно оформився лише 1990 року після здобуття Казахстаном незалежності.

## XIX— початок XX ст.: жіноча освіта
Початок національної жіночої освіти у Казахстані ознаменувався відкриттям початкового училища у селі Хан-Ордаси — центрі Букеєвскої губернії, у 1883 році. Першими його вихованками стали 20 казахських і російських дівчат. З початку відкриття і до 1889 року у закладі навчалося 243 учениці, однак повний курс закінчили лише 26.
Першим системним кроком до жіночої емансипації в широких колах населення Російської імперії послугувало відкриття жіночих училищ — середніх професійних навчальних закладів. Перше таке училище у Казахстані було організоване з ініціативи педагога й просвітника Ібрая Алтинсаріна у 1887 році в місті Іргіз (нині село у Актюбинскій області). Перший набір учениць складався винятково з росіянок, проте вже через рік, у 1888, прі училищі зогранізували інтернат для учениць казахської національності. Пізніше навчальні заклади подібного типу відкрилися у Торгаї (1891), Костанаї (1893), Карабутаці (1896) й Актюбинську (1896). Всього у п'ятьох жіночих училищах станом на 1896 рік здобувало освіту 211 дівчат: 141 росіянок і 70 казашок. Надалі вони були перетворені в ремеслові училища.
На початку XX століття у Казахстані склалася система національних новометодних шкіл, заснованих на принципах джадидизму (релігійного модернізму). Школи з новими методиками дозволили казахським дівчатам опанувати російську та, щонайменше, одну східну мову, отримати достатній запас знань, аби вступити до загальномперських чи навіть європейських університетів.
Теоретичні основи емансипації киргизок та казашок заклали та апробували завдяки працям Алікана Букейханова, Ахмета Байтурсинова, Миржакипа Дулатова й низки інших казахських просвітників початку XX ст. Другим важливим джерелом ідей послугували праці іракського просвітника Джаміля Аз-Захаві.
Перші спроби централізації жіночого руху зародилися в Семиалатинську: 18 березня 1907 року відбувся перший у Казахстані жіночий мітинг, а 22 березня — загальноміські збори, покликані обговорити питання статуту громади жінок-працівниць.
Хусніжамал Нуралиханова вважається першою казахською жінкою-вчителькою, що наприкінці XIX ст. відчинила двері першої школи для казахських дівчат. На зачатку XX ст. її прикладу послідували Газіза Малдибаєва з чоловіком Мустахімом.

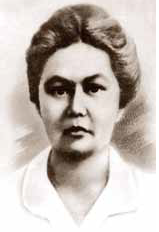
Гульсум Асфендиарова — перша казахська лікарка

347 дівчат, зокрема казашок та киргизок, здобували вчительську освіту у жіночому медресе Багбустан-ханум, створеному з ініціативи Багбустан Мукмінової (1884—1963) — татарської педагога й просвітниці. Активне сприяння училищу надавав Зіятдин Камалетдінов, засновник уфімського медресе «Галія». За 10 років його пройшли 1212 вихованиць, серед яких 347 дівчат, що набули учительської освіти. 1917 училище перейшло у державне підпорядкуваня, а в 1925 закрите.
Першими жінками-працівницями періодичних накладів сталі співробітниці журналу «Айкап» Маріям Сейдаліна і Назіпа Кулжанова, котра вважається засновницею казахського жіночого друку. Кулжанова працювала у кількох національно—демократичних накладах, а надалі у радянській пресі. Окрім журналістики, вона писала підручники і займалася перекладом.
Першою казахською жінкою-лікаркою у Російський імперії стала Гульсум Асфендиарова, що закінчила Петербурзький жіночий медичний інститут у 1908 році.
Однак позитивні зміни у становищі казахський жінок у громаді відзначалася тільки у урбанізованій частині північних регіонів Казахстану. Життя жінок Степу лишалося вельми тяжким. Російська імперія не здолала такі пережитки минулого, як багатоженство, левірат і продаж наречених за калим. Жінки не мали закріплених майнових і спадкових прав. Крім того, попри зародження системи національного освіти, грамотність серед казашок на початку XX ст. становила всього 2 %.
Після Лютневої революції був продовжений курс на подальшу емансипацію. Так, програма партії «Алаш» затвердила права жінок на освіту і участь у суспільному житті. Значимими фігурами у розширенні прав жінок стали журналіст і політик Колбай Тугусов і Аккагаз Досжанова — одна з перших казахських жінок-лікарок, делегатка Першого Всеросійського з'їзду мусульман.

## У часи СРСР
Рівність прав чоловіків і жінок офіційно встановлена більшовиками майже одразу після приходу до влади і закріплена на Першому всеросійському з'їзді робітниць 19 листопада 1918 року. Радянський Казахстан примкнув до широкомасштабної кампанії з "визволення жінок Сходу", яку також називали «Худжум» (араб. «наступ»).
12 листопада 1919 року при Туркестанському крайовому комітеті РКП(б) створений перший жінвідділ — відділ по роботі серед жінок. Впродовж року в областях Казахстану створювалися регіональні жінвідділи. Проте у їх функції в основному входило підвищення політичної свідомости і грамотности жінок, а також їх підготовка до діяльності у державних і суспільних установах. XIII з'їзд РКП(б) травня 1924 прийняв резолюцію «Про роботу серед робітниць і селянок», згідно з котрою на організацію жіночих клубів у східних республіках і областях виділялися фінансові кошти.
Важливим напрямком роботи радянських органів було формування системи охорони материнства і дитинства. Почали відкриватися акушерські пункти і жіночі консультації, дитячий садки і ясла.
Однією з ключових фігур жіночого руху 1920-х років була Аккагаз Досжанова, яка, крім лікарської практики, розгорнула активну організаційну і педагогічну діяльність. Іншою помітною фігурою стала Алма Оразбаєва — перша казашка, що вступила в РКП(б). Оразбаєва брала участь в складанні Декларації прав трудящих Киргизької АРСР, прийнятої в жовтні 1920 року, що ліквідувала багатоженство і аменгерство, а також постанови від 6 грудня 1923 року, що скасовувала виплату калиму. Крім того, за її ініціативи в 1920-ті роки була створена система «червоних юрт» — аналогів загальносоюзних "червоних куточків" і ленінських кімнат, що проводили культурно-просвітницьку роботу серед казахського населення. Помітний внесок у жіночий рух зробила Сара Єсова — партпрацівниця і журналістка, редакторка кількох періодичних видань, в тому числі призначених для жінок.
У 1930-ті жіночий рух в Казахстані, як і взагалі в СРСР, пішов на спад. В кінці 1929 року ліквідовано жінвідділи, а їх функції передали партійним організаціям в порядку загальнопартійної роботи. Замість жінвідділів стали створюватися жінради, повноваження яких були обмежені. Також істотно зменшилася кількість жінок-членкинь і очільниць сільрад. Проте, на XVIII з'їзді ВКП(б) зазначалося, що СРСР став країною з майже поголовною грамотністю (в тому числі в національних республіках), чисельність жінок з вищою і середньою спеціальною освітою склала 864 тисячі осіб, а число фахівчинь в СРСР зросло до 36 % (серед зайнятих в сферах). Крім того, жінради в роки Німецько-радянської війни організовували роботу жінок на виробництві в тилу, а також створювали «городні бригади», які вирощували на території підприємств овочі (в першу чергу для харчування дітей).
Велику роль в організації, розширенні та розвитку сучасного жіночого руху в Казахстані зіграла створена в 1945 році Міжнародна демократична федерація жінок, до складу якої входив створений в 1941 році Комітет радянських жінок. Другий виток жіночого руху відбувався в післявоєнні роки, а в 1950-ті була проведена спроба реорганізації жіночих рад (проте в 1970-ті їх активність зійшла нанівець).

## У період незалежності

### Організації
Казахський національний жіночий рух знову активізувався в 1980-ті, в епоху перебудови. На початку 1990-х був створений цілий ряд громадських організацій: Ліга жінок-мусульманок (1992), Феміністська ліга (1993), ліга «Жінка і право» (1993), ліга «Творчий початок» (1994), Фонд підтримки підприємиць «Жанар» (1993), Міжнародна асоціація «Ліана» (1993), Міжнародна асоціація «Жінки Сходу» (1994), асоціація «Жінки-підприємці Казахстану» (1994) і ін. Керівниці казахстанських жіночих організацій брали участь у Всесвітньому форумі неурядових жіночих організацій (Пекін, 1995 рік) і в 4-й конференції ООН з прав жінок.
Перед виборами 1998 року створена коаліція жіночих організацій, в подальшому реорганізована в Жіночий виборчий блок. Коаліція висунула пропозицію ввести 30-відсоткову квоту для жінок у всіх структурах управління, проте ініціатива не була реалізована. Крім того, за одним з передвиборчих досліджень, тільки 6 % казахстанських жінок хотіли займатися політичною діяльністю. Попри це громадські організації продовжують діалог з державною владою на предмет захисту прав жінок.
Першим феміністським виданням в сучасному Казахстані стала газета "Мальвіна", що виходить з 1991 року. Її видавчині надалі заснували феміністську лігу Казахстану. В даний час статті, присвячені правам жінок, публікуються в журналах «Сезон», "Казахстан айелдері", "Жінки. Схід-Захід", "Дзеркало". У 1990-ті, крім цього, виходили такі відомі жіночі видання, як газета «Киз Жибек», журнал «Дарина», «Жума» — щотижневий додаток до «Казахстанської правди», проте в 2000-ті вони закрилися через нестачу фінансування.
Діючі в даний час неурядові жіночі організації Казахстану діляться на кілька груп:
- Освітні (Союз жінок Казахського державного національного університету ім. Аль-Фарабі[20]);
- З охорони материнства (Асоціація батьків дітей-інвалідів[21], Комітет солдатських матерів Казахстану[22], кілька притулків для матерів-одиначок[23][24], численні відділення Спілки багатодітних сімей Казахстану);
- Пов'язані з питаннями жіночого здоров'я (Республіканське товариство жінок-інвалідів «Бібі-Ана»[25]);
- Кризові центри («Турбота»[26], «Незабудка»[27], Актюбинський кризовий центр[28]);
- Професійні (Ліга жінок творчої ініціативи[29], Асоціація ділових жінок Казахстану[30]);
- Екофеміністичні (Міжнародна екологічна асоціація жінок Сходу[31]);
- Мусульманські (Ліга мусульманських жінок і її регіональні відділення[32]);
- Багатопрофільні (кілька Центрів гендерних досліджень[33], Феміністська ліга Казахстану[34], Феміністська ліга Кокшетау[35]).

Діяльність жіночих громадських організацій спонсорується в основному міжнародними фондами (Фонд Сорос-Казахстан, Counterpart Consortium, фонд «Євразія») та посольствами європейських країн (Нідерланди, Німеччина, Велика Британія).
На державному рівні правами жінок в Казахстані займається Національна комісія у справах жінок і сімейно-демографічної політики. Спостереження за правами жінок на міжнародному рівні здійснює відділення міжнародного підрозділу ООН ЮНІФЕМ.

#### Фемінізм «третьої хвилі» і ЛГБТ-рух
У 2010-ті в Казахстані з'явився специфічний тип жіночих громадських ініціатив, пов'язаних одночасно з третьою хвилею фемінізму і ЛГБТ-рухом:
- Feminita[37], крім захисту прав жінок, має на меті створення єдиної платформи ЛГБТ-ініціатів.
- FemPoint[38] орієнтована на підтримку лесбійок, в тому числі адвокацію одностатевих шлюбів.
- «КазФем»[39] дотримується радикальної лівої і анархо-феміністської спрямованості. Відрізняється від інших організацій тим, що в її діяльності можуть брати участь лише жінки[40].
- «ФемАстана»[41] — проєкт з Астани (Нур-Султан) не обмежує себе конкретною течією фемінізму.

На відміну від традиційних феміністських організацій, дані ініціативні групи є неформальними об'єднаннями і нерідко вступають в конфлікти з правоохоронними органами.
8 березня 2017 року учасниці «КазФем» вперше провели публічну вуличну акцію — Жіночий марш в Алма-Аті. Захід планувався як щорічний, однак спершу казахстанська влада противилась йому, а в 2018 році і зовсім заборонила. У серпні 2018 «FemPoint» організувала фотосесію на Алматинському Арбаті, присвячену дестигматизації менструацій. Фотосесія дівчат з гігієнічними прокладками, политими червоною фарбою і прикріпленими до одягу, викликала резонанс у соціальних мережах. Пізніше одну з учасниць фотосесії, Жанар Секербаєву (співзасновницю «Feminita»), засудили за "дрібне хуліганство".
Набагато вільнішим є становище діячок артфемінізму. Як у Казахстані, так і за межами країни експонуються роботи художниць-концептуалісток Зої Фалькової і Саулі Дюсембіної. У 2017 році Зоя Фалькова організувала в Алма-Аті персональну виставку, анонсовану як перша феміністська виставка в Казахстані. Широку популярність також отримали артінституція «Креольський центр» (тандем художниць Марії Вільковіської і Рут Дженрбекової, що займаються перфомансами на теми фемінізму і квір-культури) і артколектив FEMFILMCA (засновниця — художниця Суюнбіке Сулейменова), націлений на виробництво і поширення профеміністських просвітницьких медіа.
У 2018 році співачка Kalya (Акмаржан Кушербаєва) спільно з Фондом ООН в галузі народонаселення (UNFPA) зняла кліп «Қиз тағдири» («Жіноча доля»). Попри те, що співачка не позиціонує себе як феміністку, її пісня — в цілому про стигматизації жінок, які не відповідають традиційному патріархальному жіночого образу.
У 2016 році в Алма-Аті запущений TEDxAbayStWomen — перший жіночий TED. Щорічний проєкт, ключовою темою якого є казахстанська жінка, організовує алматинська підприємиця, консультантка з гендерних питань та освіти і феміністка Лейла Махмудова. Щорічно команда шукає майданчики для трансляції конференції в різних містах Казахстану.
У березні 2018 року феміністки Лейла Махумдова (TEDxAbayStWomen), Суюнбіке Сулейменова (FEMFILMCA) і мистецтвознавець Молдіяр Ергебеков запустили проєкт FemAgora — щорічний триденний фестиваль, присвячений гендерній рівності, в рамках якого проводяться дискусії, лекції та кінопокази. Він починається 8 березня.
У вересні від акімату міста Алмати отримали позитивну відповідь щодо проведення узгодженого феміністського мітингу. Заяви подавали учасниці руху «КазФем». Перед узгодженням заявниці отримали 35 відмов. Мітинг, організований «КазФем», відбувся 28 вересня 2019 року і став першим санкціонованим феміністським мітингом в Казахстані. Пройшов він під гаслом «Права жінок — права людини». Участь в організації взяли також ініціативні групи «Не мовчи» і FemPoint. Основний порядком було викорінення насильства проти жінок. За даними «КазФем», захід відвідало близько 150 осіб.

## Актуальні проблеми
Журналіст Юрій Зайцев, виконавчий директор феміністської ліги Казахстану, в монографії «Права жінок та їх захист» виділяє чотири основні проблеми становища жінок у Казахстані:
- існуючі гендерні стереотипи щодо жінок;
- соціальна незахищеність жінок;
- насильство проти жінок;
- слабка репрезентація жінок у владних структурах.

Жіноча бідність є вираженою в Казахстані. На початку 2000-х жінок серед осіб з доходами нижче прожиткового мінімуму було 44,9 %, а чоловіки в середньому заробляли в 1,7 рази більше за жінок.
Кількість парламентарок знизилася з 13 % в 1999 до 9,8 % в 2001. При цьому на 1 січня 2002 року жінки становили більше половини державних чиновників в загальному (55 %) та представників центральних органів влади. В уряді 2006 років лише чотири жінки займали міністерські пости.
Відродження національних традицій спричинило беклеш до патріархальних стереотипів, серед яких зневажливе ставлення батьків до дочок, різкий осуд бездітності і неодмінна вимога невинності нареченої. Жінок у традиціоналістських сім'ях часто б'ють.
Одна з найсерйозніших проблем казахстанського суспільства — сексуальні домагання і згвалтування. За даними феміністської ліги Казахстану від 2016 року, понад половину казахстанських жінок домагались на робочому місці, а до дівчаток пристають як у школі, так і за її межами. Глава ліги Євгенія Козирєва також відзначала, що сексуальним домаганням на робочому місці піддаються навіть чоловіки, а 70 % хлопчиків піддавалися домаганням під час навчання в школі. У 2018 році стала резонансною справа казахстанки, яку згвалтували двоє провідників поїзда «Тулпар-Тальго», що прямував зі столиці в Актобе. Гвалтівники Колканат Курманіязов і Жетес Умбеталієв були провідниками транспортного засобу. Спочатку справу розслідували за статтею про зґвалтування групою осіб. Прокурори просили для підсудних по 6 років позбавлення волі. Однак в результаті злочинці отримали всього по 2,5 років. Це рішення суду викликало невдоволення в соцмережах серед казахстанців.
Іншою гострою проблемою залишається незаконне вивезення жінок і дівчат за кордон і продаж у сексуальне рабство. Крім того, після розпаду СРСР знову активно практикують викрадення наречених. За попередніми оцінками організацій із захисту прав жінок, щорічно в Казахстані викрадають в насильницький шлюб до 5 тис. жінок та дівчаток.
Наразі в країні гостро стоїть питання дотримання прав дівчат. У серпні 2018 року фонд ООН в галузі народонаселення опублікував дослідження, за яким в Казахстані чоловіки укладають близько 3000 шлюбів з неповнолітніми дівчатками. У статистику не потрапили випадки, коли подібні "шлюби" офіційно укладалися лише через роки співжиття, а також релігійні шлюби дорослих чоловіків з дівчатами-підлітками. Близько 8 % жінок у Казахстані вперше вступили в офіційний або неофіційний шлюб до 18 років, а більше 5 % дівчат 15-19 років перебувають у шлюбі з чоловіком або партнером, старшим за них не менш ніж на 10 років. Крім того, в 2017—2018 роках у зв'язку з забороною про носіння хіджабів в школи місцеві ЗМІ повідомляли, що школярок не впускали в школи без хіджабів.
В цілому, незважаючи на присутність в соціальному просторі різних феміністських організацій, аж до ініціатив «третьої хвилі», формальні інститути Казахстану підтримують патріархальний образ жінки. Наприклад, у Казахському державному жіночому педагогічному університеті щорічно проводяться обов'язкові курси «Қазақ Аруи» («Казахська леді»). На курсах студентки вивчають національні традиції, гендерно-стереотипні норми поведінки: як зустрічати гостей, як поводитися з родичами, облаштувати будинок і т. д. Результати іспитів з предмету «Казахська леді» впливають на загальну успішність. Деякі студентки вважають курс сексистським.
Однак, попри недосконалість системи забезпечення прав казашок, пов'язані з правами жінок теми регулярно піднімаються на сторінках центральної преси Казахстану. Причому, крім побутових аспектів проблеми, розглядаються і глобальні питання, в тому числі гендерна рівність з точки зору ісламу або рівність можливостей на державній службі.